# Chevrolet Nubira
Chevrolet Nubira var en personbilsmodel fra den sydkoreanske bilfabrikant GM Daewoo. Modellen kom på markedet som Daewoo Nubira, men blev i slutningen af 2004 omdøbt og udstyret med modificeret kølergrill og tilpasset logo, da General Motors fra dette tidspunkt markedsført alle europæiske Daewoo-biler under navnet Chevrolet. I Kina sælges bilen i 2012 stadigvæk under navnet Buick Excelle.
Bilen, som i starten kun fandtes som sedan, afløste Daewoo Nubira, og senere fulgte den tilsvarende stationcarmodel. I Chevrolets europæiske modelprogram lukkede Nubira som lille mellemklassebil hullet mellem den på samme platform baserede Chevrolet Lacetti og den store mellemklassebil Chevrolet Evanda/Epica.

## Udvikling og salg
Nubira blev introduceret på Seoul Motor Show 2002. I Korea kunne den nye model straks købes under navnet Daewoo Lacetti. I 2004 kom den af Pininfarina designede bil på markedet i Tyskland og Danmark. På Geneve Motor Show 2004 blev stationcarudgaven præsenteret og kom ud til forhandlerne fire måneder senere. Ligesom Lacetti havde Nubira en del europæiske dele.
- Nubira stationcar bagfra
- Chevrolet Nubira sedan (2004–2006)

Siden introduktionen i september 2004 har modellen fået diverse modifikationer, som f.eks. benzinmotorer med Euro4- i stedet for Euro3-norm. I kabinen på sedanmodellen blev træpanelerne afløst af aluminiumspaneler. Nubira stationcar og Lacetti fik identisk instrumentbræt.
Nubira stationcar blev i slutningen af 2010 taget af programmet, da den ikke kunne opfylde Euro5.

## Navn
Navnet Nubira er koreansk og betyder "at køre verden rundt". Modellen havde dog andre navne i visse lande:
| Lande                            | Navn                               |
| Europa                           | Chevrolet Nubira/Chevrolet Lacetti |
| Kina                             | Buick Excelle                      |
| Canada/Afrika/Sydøstasien/Indien | Chevrolet Optra                    |
| Sydkorea                         | Daewoo Lacetti                     |
| Australien/New Zealand           | Holden Viva/Chevrolet Lacetti      |
| USA                              | Chevrolet Optra/Suzuki Forenza     |

## Tekniske specifikationer
| Model         | Ventiler | Slagvolume cm³ | Max. effekt kW (hk) / omdr. | Max. drejningsmoment Nm / omdr. | Topfart km/t |
| ------------- | -------- | -------------- | --------------------------- | ------------------------------- | ------------ |
| Benzinmotorer |          |                |                             |                                 |              |
| 1.41          | 16       | 1399           | 70 (95) / 6300              | 131 / 4400                      | 175          |
| 1.6           | 16       | 1598           | 80 (109) / 5800             | 150 / 4000                      | 187          |
| 1.82          | 16       | 1799           | 90 (122) / 5800             | 165 / 4000                      | 194          |
| 1.83          | 16       | 1799           | 89 (121) / 5800             | 169 / 3600                      | 194          |
| Dieselmotorer |          |                |                             |                                 |              |
| 2.0 VCDi      | 16       | 1991           | 89 (121) / 3800             | 280 / 2000                      | 186          |

1 Kun for sedan

2 Euro3-motor

3 Euro4-motor